# Fredlanea hovorei
Fredlanea hovorei är en skalbaggsart som beskrevs av Maria Helena M. Galileo och Martins 2005. Fredlanea hovorei ingår i släktet Fredlanea och familjen långhorningar.
Artens utbredningsområde är Costa Rica. Inga underarter finns listade i Catalogue of Life.